# Mangle vermell

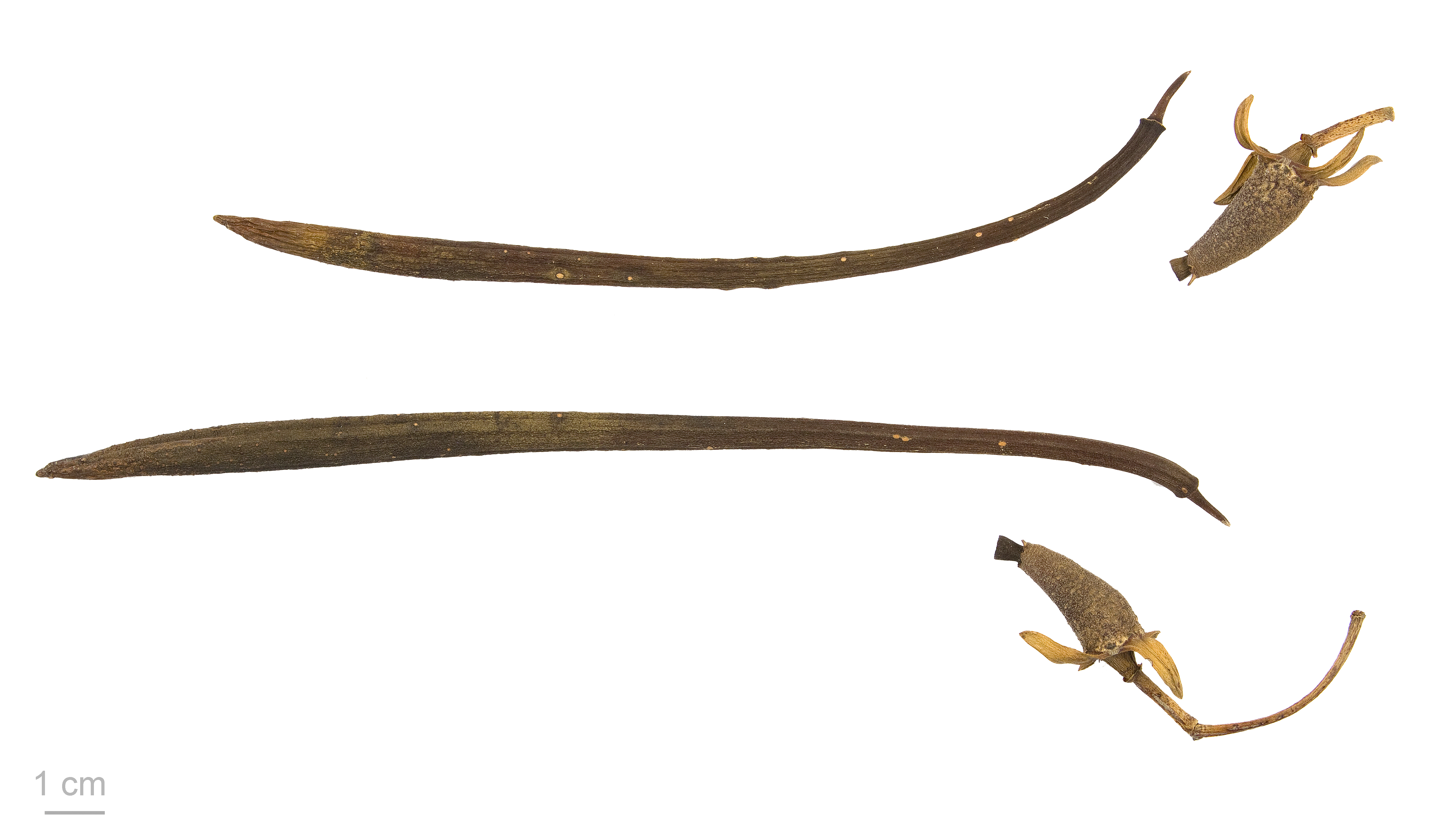
Rhizophora mangle

El mangle vermell (Rhizophora mangle) és una planta del manglar que es troba en els ecosistemes d'estuaris del tròpics. Té les llavors vivípares que ja estan ben madures abans de caure de l'arbre.
Es troba en llocs subtropicals i tropicals dels dos hemisferis terrestres fins a la latitud aproximada de 28º Nord i Sud. Viu en aigües una mica salades de la costa; sovint es troba a prop dels mangles blancs Laguncularia racemosa, mangles negres Avicennia germinans i Conocarpus erectus.
Rhizophora mangle té arrels aèries que surten parcialment fora de l'aigua. En el seu hàbitat originari, està amenaçat per espècies de plantes invasores com Schinus terebinthifolius. El mateix mangle vermell es considera una espècie invasora en alguns llocs com Hawaii. Es distingeix fàcilment pel fet de tenir les llavors (propàguls) vivípares. Pot arribar a fer 25 m d'alt. Fa flors grogues a la primavera.